# Gamasitus obscurus
Gamasitus obscurus är en spindeldjursart som beskrevs av Womersley 1956. Gamasitus obscurus ingår i släktet Gamasitus och familjen Ologamasidae. Inga underarter finns listade i Catalogue of Life.